# Manuel Innerhofer
Pour les articles homonymes, voir Innerhofer.
Manuel Innerhofer, né le 9 juillet 1995 à Neukirchen am Großvenediger, est un coureur de fond autrichien spécialisé en course en montagne. Il est sextuple champion d'Autriche de course en montagne.

## Biographie
Né trois minutes après son frère jumeau Hans-Peter, Manuel effectue son apprentissage en maçonnerie. Entraînés par leurs parents à pratiquer du sport, les jumeaux s'essaient ensemble au ski de fond, au biathlon et au football avec de bons succès dans les disciplines hivernales. La course à pied faisant partie de leur entraînement, Manuel décide de s'y investir davantage et s'essaie à la course en montagne en 2011. Il s'illustre dès ses débuts et décroche sa place dans l'équipe nationale junior pour les championnats d'Europe de course en montagne à Bursa où il se classe 25e. Les bons résultats de Manuel en course à pied incitent son frère Hans-Peter à le suivre dans cette voie. Dès 2012, les deux frères sont entraînés par Peter Bründl.
Manuel démontre une grande polyvalence en 2013 en remportant les titres junior d'Autriche du 3 000 mètres en salle, de cross-country, de course en montagne et de 10 kilomètres. Il confirme sa préférence pour la course en montagne en décrochant la médaille de bronze junior lors des championnats du monde de course en montagne à Krynica-Zdrój.
Son passage en senior s'effectue avec une bonne progression. Le 5 juin, Manuel remporte son premier titre national en dominant la course de montagne de Schladming. Le 30 juillet, il parvient à décrocher la médaille d'argent sur 5 000 mètres lors des championnats d'Autriche d'athlétisme devant son frère Hans-Peter, les jumeaux n'étant battus que par Brenton Rowe.
Il connaît une excellente saison 2019. Le 10 mars, il remporte le titre de champion d'Autriche de cross long en battant le Kényan résidant en Autriche Isaac Kosgei. Le 23 mars, il se retrouve à nouveau face à Isaac Kosgei lors des championnats d'Autriche de 10 000 mètres organisés à Ratisbonne en combinaison avec les championnats de Bavière. Manuel s'impose pour remporter le titre. Le 2 juin, il assume son rôle de favori en remportant son troisième titre national en course en montagne. Il confirme son talent pour la course en montagne en décrochant la huitième place aux championnats d'Europe de course en montagne à Zermatt puis la troisième place à la course de montagne du Grossglockner, troisième manche de la Coupe du monde de course en montagne. Il conclut sa saison en accrochant une solide sixième place lors des championnats du monde de course en montagne à Villa La Angostura et malgré une chute dans le gué. Il s'agit du meilleur résultat d'un athlète autrichien aux championnats du monde depuis la deuxième place de Florian Heinzle en 2003.
Manuel connaît une bonne saison 2020 écourtée par la pandémie de Covid-19. Le 23 août, il termine deuxième de la course de montagne du Kitzbüheler Horn puis s'impose au sprint devant Alberto Vender à la Drei Zinnen Alpine Run. Le 27 septembre, il remporte son quatrième titre national de champion d'Autriche de course en montagne à Sankt Johann im Pongau dans des conditions hivernales.
Le 22 août 2021, il s'élance sur le parcours modifié de la course de montagne du Kitzbüheler Horn. Tirant avantages des portions inédites de sentiers, il parvient à s'imposer devant les Kényans favoris de l'équipe run2gether et devient le premier Autrichien à remporter la victoire depuis Helmut Schmuck en 1997.

## Palmarès

### Course en montagne
| no  | masculin           | Course                                                           | Longueur | Départ             | Temps           |
| --- | ------------------ | ---------------------------------------------------------------- | -------- | ------------------ | --------------- |
| 1re | Médaille d'or      | Championnats d'Autriche de course en montagne                    | 8,9 km   | 5 juin 2016        | 43 min 43 s     |
| 3e  | Médaille de bronze | Course du Muttersberg                                            | 8,46 km  | 4 juin 2017        | 47 min 38 s     |
| 1re | Médaille d'or      | Championnats d'Autriche de course en montagne                    | 9,2 km   | 2 juin 2019        | 49 min 52 s     |
| 8e  | 8e                 | Championnats d'Europe de course en montagne                      | 10,1 km  | 7 juillet 2019     | 54 min 57 s     |
| 3e  | Médaille de bronze | Course de montagne du Grossglockner                              | 13,4 km  | 14 juillet 2019    | 1 h 12 min 32 s |
| 6e  | 6e                 | Championnats du monde de course en montagne                      | 14 km    | 15 novembre 2019   | 1 h 6 min 15 s  |
| 2e  | Médaille d'argent  | Course de montagne du Kitzbüheler Horn                           | 11,7 km  | 23 août 2020       | 1 h 0 min 18 s  |
| 1re | Médaille d'or      | Drei Zinnen Alpine Run                                           | 15,2 km  | 12 septembre 2020  | 1 h 24 min 15 s |
| 1re | Médaille d'or      | Championnats d'Autriche de course en montagne                    | 7,2 km   | 27 septembre 2020  | 35 min 4 s      |
| 1re | Médaille d'or      | Championnats d'Autriche de course en montagne                    | 11,5 km  | 6 juin 2021        | 54 min 33 s     |
| 3e  | Médaille de bronze | Course de montagne du Grossglockner                              | 13,4 km  | 11 juillet 2021    | 1 h 13 min 44 s |
| 1re | Médaille d'or      | Course de montagne du Kitzbüheler Horn                           | 8,9 km   | 22 août 2021       | 52 min 21 s     |
| 2e  | Médaille d'argent  | Drei Zinnen Alpine Run                                           | 15,2 km  | 11 septembre 2021  | 1 h 21 min 9 s  |
| 2e  | Médaille d'argent  | Course de montagne du Hochfelln                                  | 8,9 km   | 26 septembre 2021  | 44 min 19 s     |
| 1re | Médaille d'or      | Championnats d'Autriche de course en montagne                    | 12,2 km  | 29 mai 2022        | 52 min 57 s     |
| 4e  | 4e                 | Championnats d'Europe de course en montagne - Montée et descente | 17,6 km  | 3 juillet 2022     | 1 h 8 min 22 s  |
| 3e  | Médaille de bronze | Course de montagne du Kitzbüheler Horn                           | 12,9 km  | 28 août 2022       | 1 h 2 min 17 s  |
| 1re | Médaille d'or      | Course de Schlickeralm                                           | 11,5 km  | 3 septembre 2022   | 59 min 28 s     |
| 1re | Médaille d'or      | Course de montagne du Hochfelln                                  | 8,9 km   | 25 septembre 2022  | 44 min 58 s     |
| 2e  | Médaille d'argent  | Course de montagne du Hochfelln                                  | 8,9 km   | 24 septembre 2023  | 45 min 3 s      |
| 1re | Médaille d'or      | Garmisch-Partenkirchen Trail                                     | 29 km    | 14 juin 2024       | 2 h 12 min 17 s |
| 2e  | Médaille d'argent  | Course de montagne du Kitzbüheler Horn                           | 12,9 km  | 1er septembre 2024 | 1 h 1 min 3 s   |
| 2e  | Médaille d'argent  | Mayrhofen Ultraks MUZ30                                          | 30,3 km  | 7 septembre 2024   | 2 h 31 min 51 s |
| 1re | Médaille d'or      | Garmisch-Partenkirchen Trail                                     | 29 km    | 13 juin 2025       | 2 h 24 min 6 s  |

### Route, cross
| Année | Compétition                           | Lieu      | Place | Épreuve       | Temps          |
| ----- | ------------------------------------- | --------- | ----- | ------------- | -------------- |
| 2018  | Semi-marathon de Graz                 | Graz      | 2e    | Semi-marathon | 1 h 6 min 55 s |
| 2019  | Championnats d'Autriche de cross long | Innsbruck | 1er   | Cross-country | 31 min 32 s    |

### Piste
| Année | Compétition                         | Lieu       | Place | Épreuve       | Temps         |
| ----- | ----------------------------------- | ---------- | ----- | ------------- | ------------- |
| 2019  | Championnats d'Autriche de 10 000 m | Ratisbonne | 1er   | 10 000 mètres | 30 min 2 s 10 |

## Records
| Épreuve               | Performance    | Date            | Lieu            |
| --------------------- | -------------- | --------------- | --------------- |
| 3 000 mètres en salle | 8 min 48 s 64  | 15 février 2014 | Vienne          |
| 5 000 mètres          | 14 min 41 s 95 | 27 juillet 2019 | Innsbruck       |
| 10 000 mètres         | 29 min 49 s 59 | 28 mai 2021     | Salzbourg       |
| 10 kilomètres         | 30 min 11 s    | 11 avril 2021   | Mooskirchen     |
| Semi-marathon         | 1 h 5 min 25 s | 23 mai 2021     | Bad Loipersdorf |